# Альбін Гранлунд
Альбін Гранлунд (фін. Albin Granlund, нар. 1 вересня 1989) — фінський футболіст, захисник клубу «Марієгамн».

## Клубна кар'єра
Вихованець клубу ПІФ з рідного міста. Розпочинав грати за нижчолігові клуби ПІФ і АІФК, після чого на початку 2010 року перейшов у РоПС, з яким в першому ж сезоні виграв другий дивізіон і вийшов до вищого дивізіону. Дебют у еліті для Гранлунда виявився невдалим, оскільки його клуб вилетів назад до другого дивізіону, проте у сезоні 2012 року знову виграв другий дивізіон, а на наступний рік клуб вдруге у своїй історії виграв Кубок Фінляндії.
На початку 2014 року перейшов у «Марієгамн», з яким став чемпіоном Фінляндії (2014) та володарем національного кубка (2015).

## Міжнародна кар'єра
В серпні 2016 року Гранлунд був викликаний до збірної Фінляндії на товариський матч проти Німеччини і на відбір до чемпіонату світу 2018 року проти збірної Косово. Проте в першій команді дебютував 9 січня 2017 року в товариській грі проти збірної Марокко (1:0), вийшовши на заміну на 79 хвилині замість Юхи Пірінена.

## Досягнення
- Чемпіон Фінляндії: 2016
- Володар Кубка Фінляндії: 2013, 2015
- Переможець другого дивізіону Фінляндії: 2010, 2012
- Володар Кубка фінської ліги: 2024, 2025